# Vall de Kurram

Vall de Kurram

La vall de Kurram és un territori d'importància històrica, formada pel riu Kurram i les muntanyes a cada costat, i que bàsicament forma actualment l'agència de Kurram a les Àrees Tribals d'Administració Federal al Pakistan.

## Història
Kuram fou un antinc districte de l'Afganistan, a la província de Kabul, amb una llargada de 95 km i amplada entre 5 i 15 km. Estava format per la vall del riu Kurram fins que entrava en territori aleshores britànic. A la zona hi ha les muntanyes de Safed Koh (Muntanya Blanca, en paixtu Spin Gharde) de les que surt la serra de Peiwar que es divideix en dues parts una de les quals és paral·lela al riu Kurram. En el districte hi havia altres rius: Hariab, Keria, Mangal, Ahmad Khel, Kirman, i Karamana. Estava habitat per tribus paixtus però xiïtes: bangash, turi, jaji i mangal, les dues darreres a la part superior més muntanyosa. Els habitants s'estimaven en 77.680 habitants vers 1880. El nombre de pobles al districte era de 36 cap amb una població de més de 1000 habitants; hi havia també dotzenes de llogarets. La capital era Ahmadzai i Habib Kala a les muntanyes Peiwar, el principal mercant. Posicions de policia n'hi havia a Kapian, Ahmadi-Shama, Balesh Khel, Fort Kuram, i Peiwar.
A l'inici del segle xix tota la vall pertanyia a l'emir de Kabul que hi enviava expedicions militars periòdiques per recpatar els tributs. El 1848 es va organitzar el districte però els paixtus locals, que eren xiïtes, mai van estar contents amb el domini afganès. La vall del Kurram era el millor accés al Panjab des de l'Afganistan i fou utilitzada pels britànics en la guerra del 1878-1879. L'11 de setembre de 1879 després de l'assassinat de l'enviat Sir Louis Cavagnari, el general Roberts va ocupar el pas de Shutargardan i va utilitzar la ruta de Kurram per avançar cap a Kabul. El 1880 bona part de la vall fou posada sota protectorat britànic (nominalment fou un estat independent) i el 1890 els paixtus locals van demanar la incorporació al domini britànics i es va formar l'agència de Kurram, és a dir amb consideració de territori administrat però no annexionat.